# Рдесник блискучий
Рдесник блискучий (Potamogeton lucens) — вид рослин родини рдесникові (Potamogetonaceae), поширений у Європі, Африці, Азії.

## Опис
Багаторічна рослина 15–75 см завдовжки. Листки з черешками, довгасто-ланцетні, еліптичні або довгасто-яйцюваті, 2–4.5 см шириною, з вістрям на верхівці, яскраво-зелені, блискучі. Квітконоси в 2–3 рази довші за суцвіття, догори потовщені. Суцвіття до 6 см завдовжки, густе. Плоди досить великі (3–5 мм завдовжки), майже кулясті, з тупим кілем і коротким носиком.

## Поширення
Поширений у Європі, Азії, Африці.
Вид зростає у порівняно глибокій воді в озерах, повільних ріках, каналах, у затоплених крейдяних чи гравійних ямах.
В Україні вид зростає в озерах, ставках, річках — майже на всій території (на півдні пов'язаний в основному з Дніпром); в Криму рідко (Феодосійська міськрада, смт Планерське).

## Галерея

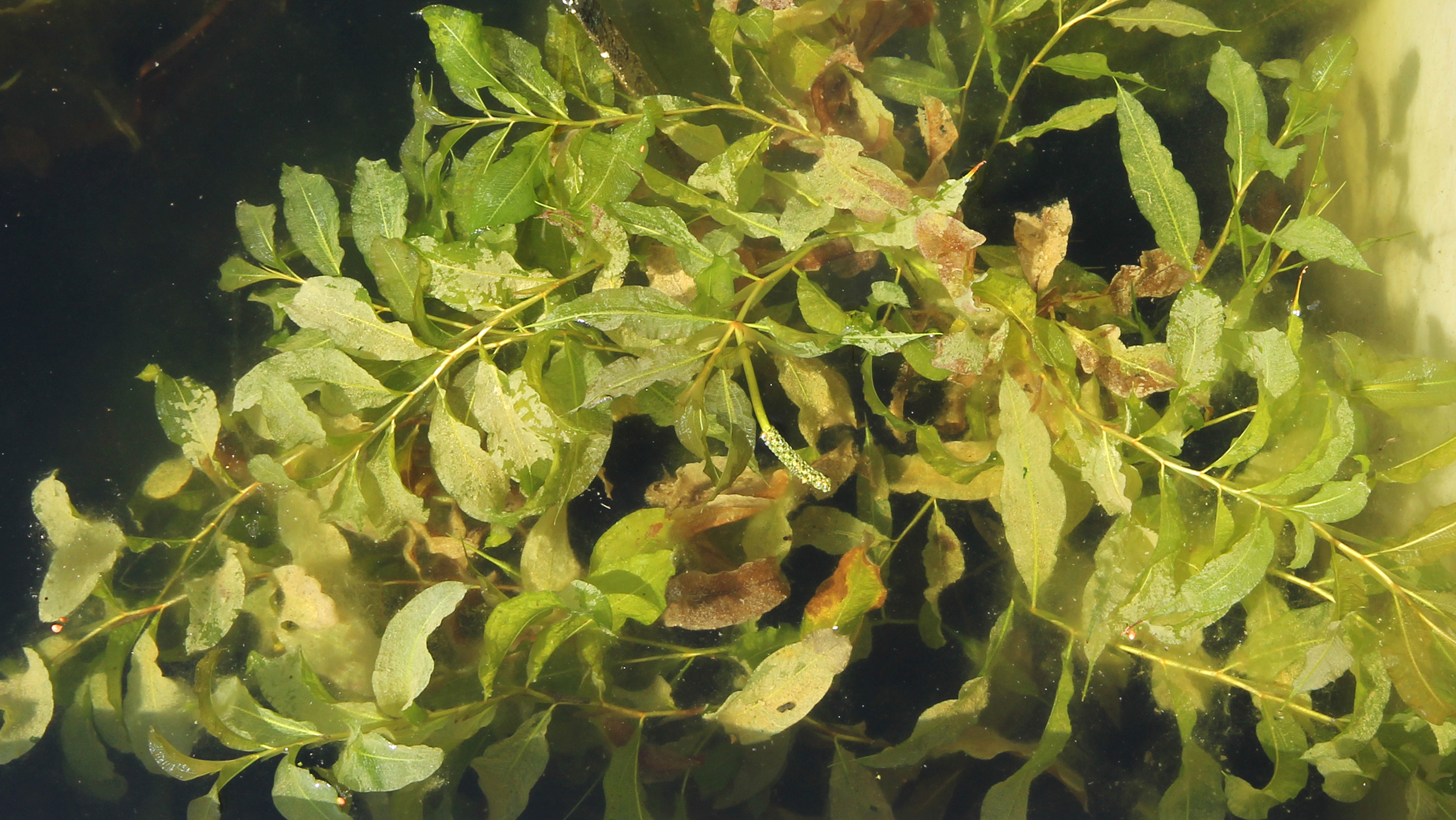
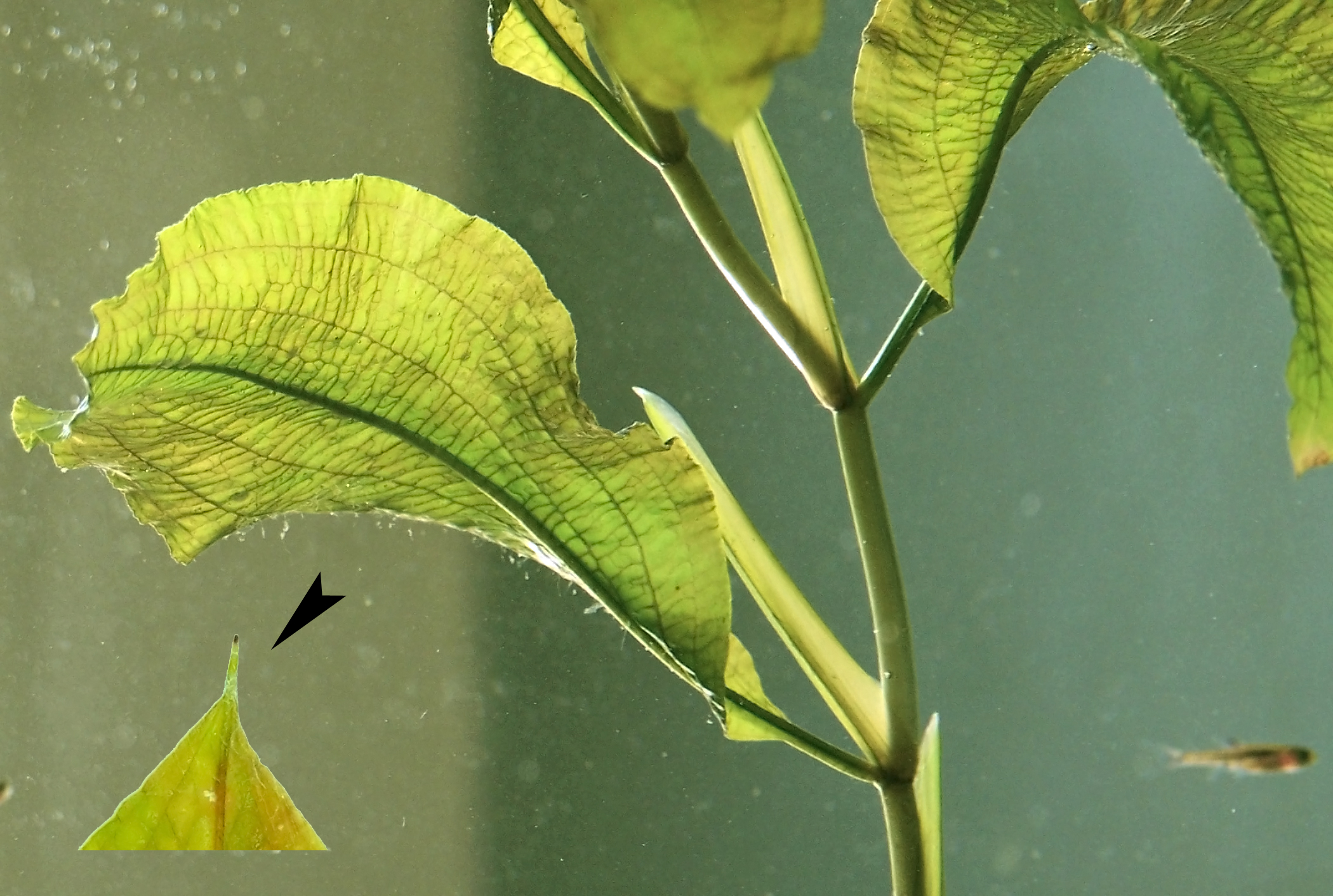
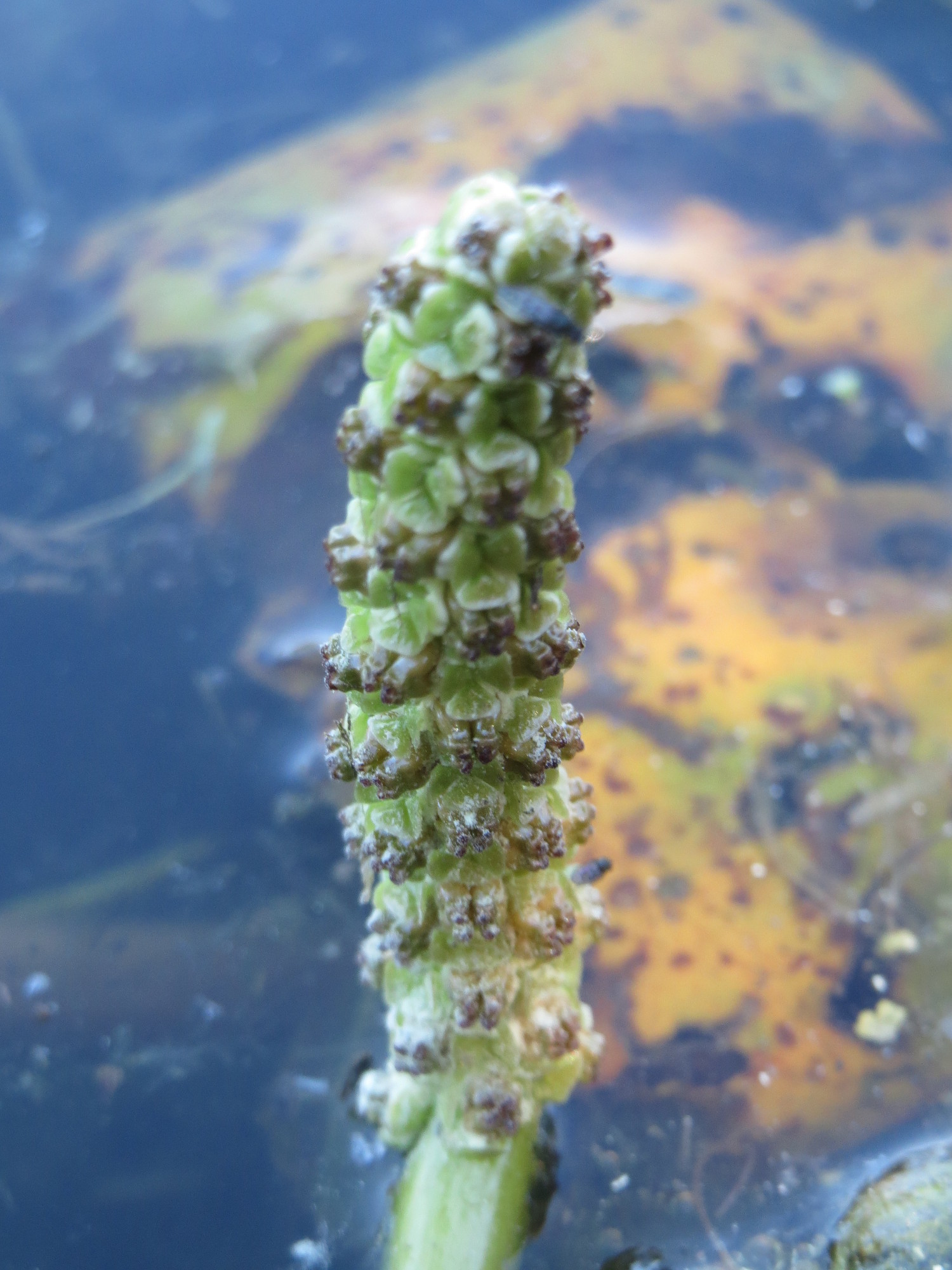